# Parametriocnemus algerinus
Parametriocnemus algerinus är en tvåvingeart som först beskrevs av Marcuzzi 1950.  Parametriocnemus algerinus ingår i släktet Parametriocnemus och familjen fjädermyggor.
Artens utbredningsområde är Algeriet. Inga underarter finns listade i Catalogue of Life.